# Eleutherodactylinae
De Eleutherodactylinae vormen een onderfamilie van kikkers uit de familie Eleutherodactylidae. De wetenschappelijke naam van de onderfamilie werd in 1954 voorgesteld door Bertha Lutz.
Er worden 220 soorten in 2 geslachten in deze onderfamilie geplaatst. De soorten komen voor in zuidelijk Noord-Amerika (Texas), en Midden- en Zuid-Amerika.

## Geslachten
Onderfamilie Eleutherodactylinae
- Geslacht Diasporus Hedges, Duellman & Heinicke, 2008
- Geslacht Eleutherodactylus Duméril & Bibron – Antilliaanse fluitkikkers

Eleutherodactylinae · 
Phyzelaphryninae